# José Neris
José Pablo Neris Figueredo (Montevideo, 13 de marzo de 2000) es un futbolista uruguayo. Juega de delantero y su equipo actual es Montevideo City Torque de la Primera División de Uruguay.

## Trayectoria
Neris comenzó su carrera en el River Plate de Montevideo en la Primera División uruguaya. Anotó 11 goles en 84 partidos en sus cinco temporadas en el club. Para la temporada 2022, fue cedido al Albion FC.
El 5 de enero de 2023, Neris fichó en el Club Atlético Colón de la Primera División de Argentina.
Tras su poca participación en el club argentino, el 5 de agosto del 2023, fue cedido por un año a Peñarol.

## Selección nacional
Formó parte de la selección sub-17 y la selección sub-20 de Uruguay y disputó el Campeonato Sudamericano de Fútbol Sub-17.

## Estadísticas

### Clubes
Actualizado hasta su último partido disputado el 2 de agosto de 2025.
| Club                             | Div.          | Temporada     | Liga  | Liga  | Liga   | Copas nacionales | Copas nacionales | Copas nacionales | Torneos internacionales | Torneos internacionales | Torneos internacionales | Total | Total | Total  | Media goleadora |
| Club                             | Div.          | Temporada     | Part. | Goles | Asist. | Part.            | Goles            | Asist.           | Part.                   | Goles                   | Asist.                  | Part. | Goles | Asist. | Media goleadora |
| -------------------------------- | ------------- | ------------- | ----- | ----- | ------ | ---------------- | ---------------- | ---------------- | ----------------------- | ----------------------- | ----------------------- | ----- | ----- | ------ | --------------- |
| C. A. River Plate · Uruguay      | 1.ª           | 2017          | 7     | 1     | 0      | —                | —                | —                | —                       | —                       | —                       | 7     | 1     | 0      | 0.14            |
| C. A. River Plate · Uruguay      | 1.ª           | 2018          | 15    | 0     | 2      | —                | —                | —                | —                       | —                       | —                       | 15    | 0     | 2      | 0.00            |
| C. A. River Plate · Uruguay      | 1.ª           | 2019          | 22    | 2     | 1      | —                | —                | —                | 1                       | 0                       | 0                       | 23    | 2     | 1      | 0.09            |
| C. A. River Plate · Uruguay      | 1.ª           | 2020          | 24    | 7     | 1      | —                | —                | —                | 6                       | 1                       | 0                       | 30    | 8     | 1      | 0.27            |
| C. A. River Plate · Uruguay      | 1.ª           | 2021          | 9     | 0     | 0      | —                | —                | —                | —                       | —                       | —                       | 9     | 0     | 0      | 0.00            |
| C. A. River Plate · Uruguay      | Total club    | Total club    | 77    | 10    | 4      | 0                | 0                | 0                | 7                       | 1                       | 0                       | 84    | 11    | 4      | 0.13            |
| Albion F. C. · Uruguay           | 1.ª           | 2022          | 32    | 10    | 3      | —                | —                | —                | —                       | —                       | —                       | 32    | 10    | 3      | 0.31            |
| Albion F. C. · Uruguay           | Total club    | Total club    | 32    | 10    | 3      | 0                | 0                | 0                | 0                       | 0                       | 0                       | 32    | 10    | 3      | 0.31            |
| C. A. Colón Argentina            | 1.ª           | 2023          | 9     | 0     | 0      | 1                | 0                | 0                | —                       | —                       | —                       | 10    | 0     | 0      | 0.00            |
| C. A. Colón Argentina            | 2.ª           | 2024          | 5     | 0     | 1      | —                | —                | —                | —                       | —                       | —                       | 5     | 0     | 1      | 0.00            |
| C. A. Colón Argentina            | Total club    | Total club    | 14    | 0     | 1      | 1                | 0                | 0                | 0                       | 0                       | 0                       | 15    | 0     | 1      | 0.00            |
| C. A. Peñarol · Uruguay          | 1.ª           | 2023          | 15    | 2     | 0      | 1                | 0                | 0                | —                       | —                       | —                       | 16    | 2     | 0      | 0.12            |
| C. A. Peñarol · Uruguay          | 1.ª           | 2024          | 2     | 0     | 0      | —                | —                | —                | —                       | —                       | —                       | 2     | 0     | 0      | 0.00            |
| C. A. Peñarol · Uruguay          | Total club    | Total club    | 17    | 2     | 0      | 1                | 0                | 0                | 0                       | 0                       | 0                       | 18    | 2     | 0      | 0.11            |
| Montevideo City Torque · Uruguay | 1.ª           | 2025          | 20    | 8     | 1      | —                | —                | —                | —                       | —                       | —                       | 20    | 8     | 1      | 0.40            |
| Montevideo City Torque · Uruguay | Total club    | Total club    | 20    | 8     | 1      | 0                | 0                | 0                | 0                       | 0                       | 0                       | 20    | 8     | 1      | 0.40            |
| Total carrera                    | Total carrera | Total carrera | 160   | 30    | 9      | 2                | 0                | 0                | 7                       | 1                       | 0                       | 169   | 31    | 9      | 0.18            |
| 1. 2.                            |               |               |       |       |        |                  |                  |                  |                         |                         |                         |       |       |        |                 |

## Palmarés

### Títulos nacionales
| Título              | Club          | País    | Año    |
| ------------------- | ------------- | ------- | ------ |
| Primera División    | C. A. Peñarol | Uruguay | A-2024 |
| Campeonato Uruguayo | C. A. Peñarol | Uruguay | 2024   |